# Auripigment
Auripigment (Agricola, 1546), chemický vzorec As2S3 (sulfid arsenitý), je jednoklonný minerál. Název složen z latinských slov aurum – zlato a pigmentum – barvivo.

## Původ
- hydrotermální – nízkoteplotní fáze hydrotermálních žil
- sopečný – horké prameny a fumaroly
- druhotný – alterací jiných minerálů arsenu, zvláště realgaru

## Morfologie
Vzácně vytváří krátce sloupcovité (max 10cm) až tabulkovité krystaly. Obvykle tence lupenité agregáty, náteky, zemité, ledvinité, práškové agregáty. Dvojčatí podle {100}.

## Vlastnosti
- Fyzikální vlastnosti: Tvrdost 1,5 – 2, hustota 3,49 g/cm³, štěpnost dokonalá podle {010}, tenké lupínky jsou částečně ohebné, částečná podle {100}, lom nerovný. Před dmuchavkou se snadno taví a dává bílý nálet.
- Optické vlastnosti: Barva: zlatožlutá, oranžově žlutá, hnědá. Lesk mastný, na štěpných plochách perleťový, průhlednost: lupínky jsou průhledné, vryp světle žlutý.
- Chemické vlastnosti: Složení: As 60,9 %, S 39,1 %, časté příměsi Hg, Ge a Sb. Před dmuchavkou se taví a dýmy zapáchají po česneku. Žíhán v baničce vzniká žlutý sublimát. Rozpouští se v KOH, na vzduchu oxiduje.
- Další vlastnosti: Jedovatý, po manipulaci s ním si umyjte ruce mýdlem! Vyvarujte se vdechnutí prachu při manipulaci nebo při rozbití! Nikdy neolizujte nebo nepožívejte!

## Podobné minerály
- síra, greenockit

## Parageneze
- antimonit, realgar, arsen, kalcit, baryt, sádrovec.

## Využití
Zdroj arsenu, barvivo, také jako drahý kámen.

## Naleziště
Řídce se vyskytující minerál.
- Česko – Jáchymov
- Slovensko – Tajov, Dubník, Kremnica
- Rumunsko – Felsöbanya, Kapník
- Německo – St. Andreasberg, Harz
- Rusko – na ložisku Minkjule v Jakutsku krystaly až 60 cm velké o hmotnosti až 30 kg
- USA – Nevada, Utah
- a další.